# Invicta Replicas
Invicta Replicas war ein britischer Hersteller von Automobilen.

## Unternehmensgeschichte
Das Unternehmen wurde 1985 gegründet. Der Sitz war an der Heartenoak Road in Hawkhurst in der Grafschaft Kent. Die Produktion von Automobilen und Kits begann. Der Markenname lautete Invicta Replicas. Im gleichen Jahr endete die Produktion. Insgesamt entstanden zwei Exemplare.

## Fahrzeuge
Im Angebot stand nur ein Modell. Dies war die Cobra. Es war die Nachbildung des AC Cobra in der Ausführung 427. Ein V6-Motor von Ford (Deutschland) trieb das Fahrzeug an.